# 라파엘 렘킨

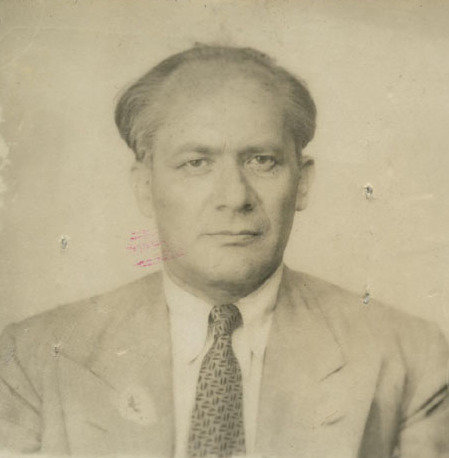

라파엘 렘킨(Raphael Lemkin, 1900년 6월 24일 – 1959년 8월 28일)은 폴란드 유대인 출신의 변호사이다. 집단살해(제노사이드)라는 용어를 발명하고, 집단살해를 예방, 처벌하기 위한 활동을 했다. 대량 학살이라는 용어를 만들고 대량 학살 협약 제정을 위한 캠페인을 벌인 것으로 유명한 유대인 혈통의 폴란드 변호사였다. 제2차 세계 대전 중에 추축국이 점령한 유럽의 잔혹 행위에 대한 국제적 인식을 높이기 위해 적극적으로 캠페인을 벌였다. 렘킨이 나치 독일의 말살 정책을 묘사하기 위해 "집단 학살"이라는 용어를 만든 것은 바로 이 시기였다.
반유대주의적 박해를 깊이 인식하고 있던 젊은 법학도였던 렘킨은 제1차 세계 대전 중 오스만 제국의 아르메니아인 대량 학살에 대해 알게 되었고, 전쟁 범죄를 저지른 오스만 관리들을 기소할 국제 규정이 없다는 사실에 깊은 충격을 받았다. 독일의 폴란드 침공 이후 렘킨은 유럽을 떠나 미국으로 망명하여 듀크 대학교의 학자가 되었다.
렘킨은 1943년 또는 1944년에 genos(그리스어: γένος, '가족, 씨족, 부족, 인종, 혈통, 친족')와 -cide(라틴어: -cidium, '살인')라는 두 단어를 사용하여 집단 학살(genocide)이라는 용어를 만들어냈다. 이 용어는 1944년 연구 작업인 "점령된 유럽의 추축국 통치"에 포함되었으며, 여기서 렘킨은 나치 독일에 의해 "untermenschen"으로 간주된 민족 집단의 대량 학살을 기록했다. "집단 학살"의 개념은 렘킨이 정의한 것으로 나치 독일이 홀로코스트에서 유럽 유대인을 포함한 전체 인종 집단을 말살하기 위해 시작한 다양한 말살 캠페인을 가리킨다.
제2차 세계 대전 후 렘킨은 뉘른베르크 재판소의 미국 수석 검사인 로버트 H. 잭슨의 법률 팀에서 근무했다. "대량 학살"이라는 개념은 당시 어떤 국제법에도 존재하지 않았으며, 이는 해당 재판이 인종 및 종교 집단을 대상으로 한 나치의 잔학 행위를 기소하는 데 완전한 정의를 제공하지 못했다는 렘킨의 견해의 이유 중 하나가 되었다. 렘킨은 "미래의 히틀러"의 부상을 막는 데 필수적이라고 생각하는 국제 대회를 추진하는 데 남은 생애를 바쳤다. 1948년 12월 9일, 유엔은 렘킨의 제안에 기초한 조항을 포함한 대량 학살 협약을 승인했다.

## 같이 보기
- 인도에 반한 죄
- 전쟁범죄
- 국제형법
- 아르메니아인 집단학살
- 홀로도모르
- 홀로코스트
- 포라이모스
- 렘킨 연구소